# Palazzo Caracciolo d'Arena

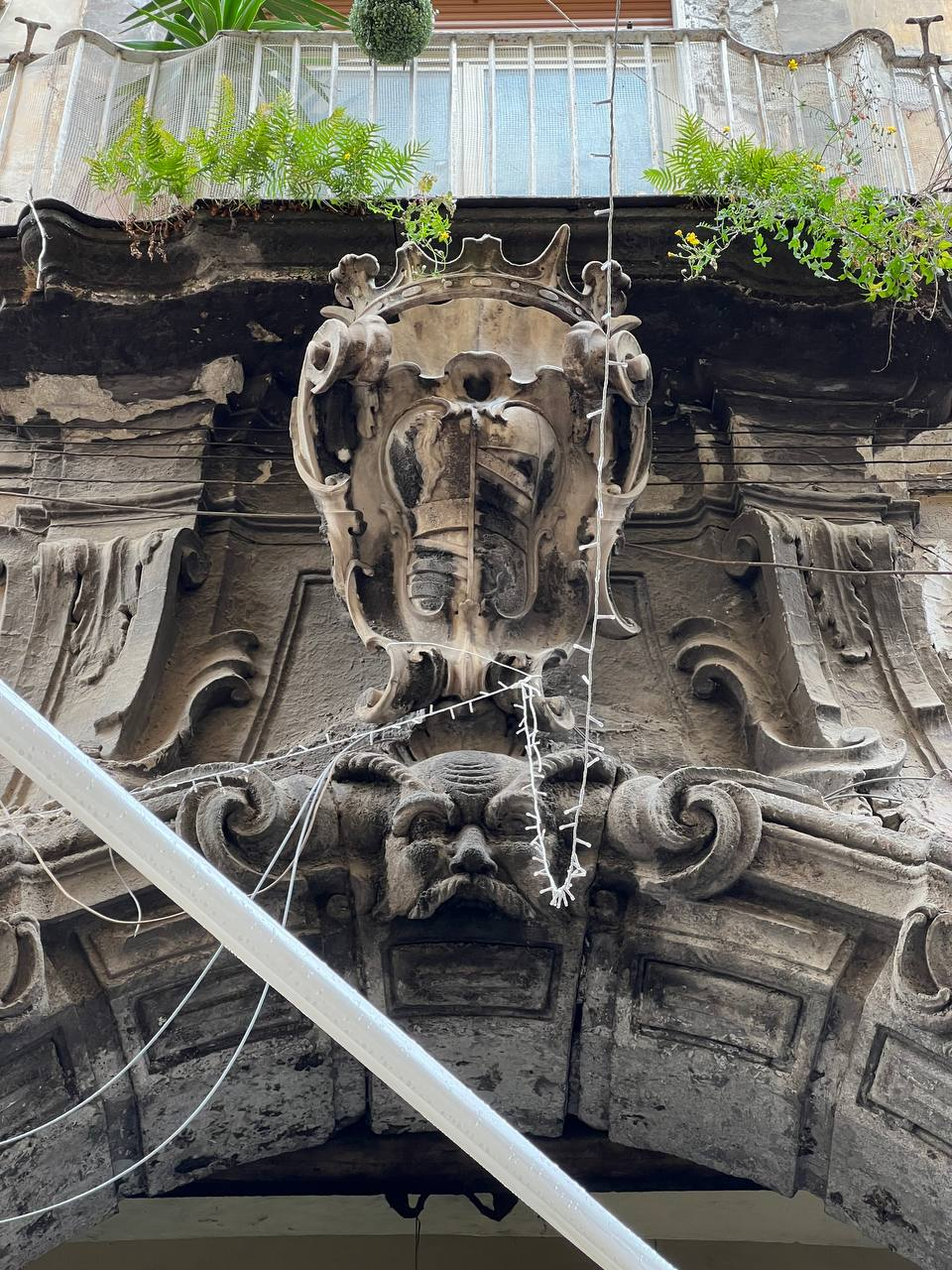
Lo stemma

Il Palazzo Caracciolo d'Arena è un importante palazzo di Napoli, ubicato al civico 169 di via dei Tribunali.

## Storia
Il palazzo è una testimonianza rinascimentale, barocca e rococò nel centro antico della città: le parti più antiche, quali gli arconi nel cortile, risalgono al XV secolo, mentre l'impronta complessiva è data dal restauro settecentesco. 
Il palazzo era in origine dei Caracciolo marchesi di Arena e costituiva con l'adiacente palazzo Caracciolo di Martina avente ingresso da vico Sedil Capuano e con altre residenze dei Caracciolo a Capuana un elemento importante dell'insediamento della nobile famiglia nell'area di Capuana e del decumano maggiore. Il palazzo nell'Ottocento passò poi alla Marchesa Giacomina Como Falces e ai suoi figli ed eredi baroni Vitale di Santa Maria Iacobe.

## Descrizione
Il palazzo ingloba gli arconi dell'antico sedile di Capuana. La facciata, in stato di degrado, è riccamente decorata a stucco e traforata dalle finestre con andamento sinuoso delle balaustre dei balconi in piperno. 
Il portale in pietra di piperno è anch'esso riccamente decorato: il mascherone che funge da chiave di volta e lo stemma gentilizio dei Caracciolo lo raccordano al balcone centrale del piano nobile. Fu lavorato nel 1744 dai pipernai Giovanni Passaro e Domenico D'Ambrogio sotto la guida di Bartolomeo Vecchione.
Nel cortile c'è una scala aperta concepita ad unica arcata per piano, la cui configurazione originale è stata alterata con l'aggiunta di due pilastri in calcestruzzo armato al fine di rendere la struttura un po' più stabile dopo i danni dei bombardamenti, ma senza però badare alle conseguenze architettoniche.